# Vanehābād
Vanehābād (persiska: ونه آباد) är en ort i Iran.   Den ligger i provinsen Östazarbaijan, i den nordvästra delen av landet, 500 km nordväst om huvudstaden Teheran. Vanehābād ligger 1 660 meter över havet och antalet invånare är 152.
Terrängen runt Vanehābād är kuperad, och sluttar söderut. Runt Vanehābād är det ganska glesbefolkat, med 27 invånare per kvadratkilometer. Närmaste större samhälle är Ahar, 10,6 km sydväst om Vanehābād. Trakten runt Vanehābād består i huvudsak av gräsmarker.